# Kasteel Kevergem

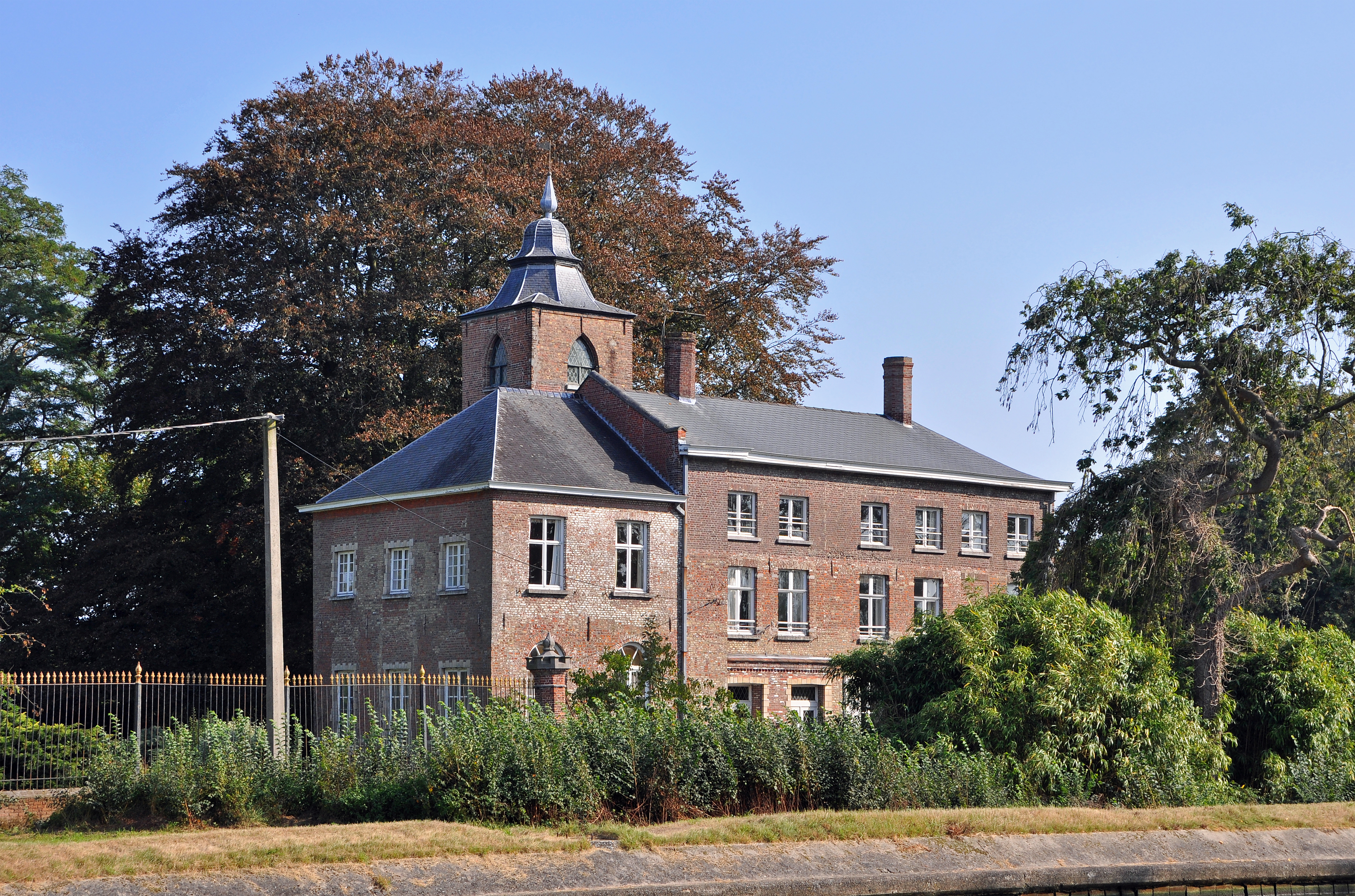
Kasteel Kevergem

Kasteel Kevergem is een kasteel te Steenbrugge, gelegen nabij het kanaal Gent-Brugge, op het grondgebied van de gemeente Oostkamp.
Oorspronkelijk was dit gebouw een buitenhuis, dat later geleidelijk aan geschikt gemaakt werd voor permanentere bewoning.
Oorspronkelijk werd het kasteel  't Kyfhuys genoemd, later via Kyvergem verbasterd tot Kevergem. In 1747 sprak men van een schoon casteel ende huys van plaisance, besloten in syne poorten, wal en vyvers, boomgaarden, opgaende boomen, haeghen en beluycken.
Er zijn nog steeds een dreef en een kasteelhoeve aanwezig.

## Kasteelbewoners
De bewoners van het kasteel zijn altijd van adellijken huize geweest en het waren, achtereenvolgens:
- Maarten-Leo de Torres, die stierf in 1682.
- Maria-Magdalena Metgard, die het in 1682 erfde en verkocht in 1695.
- Jan-Baptist Vleys, die het in 1695 kocht en in 1700 stierf.
- Frans-Jan Vleys zoon van Jan Baptist, gehuwd met Maria Wauters, die burgemeester van Sijsele was, erfde het in 1700.
- Maria Wauters, weduwe van Frans Jan, verkocht het in 1741.
- Graaf Ambroos de Finale, gouverneur van Nieuwpoort, kocht het.
- Margaretha Booninck, weduwe van Ambroos, verkocht het kasteel in 1753.
- Antoon-Jozef Vander Vliert kocht het kasteel. Hij was ook eigenaar van het kasteel Hulstlo te Beernem.
- Hendrik-Jozef Vander Vliert, erfde het kasteel van zijn vader. Hij was gehuwd met Maria-Clara de Penaranda. Hij stierf in 1798.
- Theresia de Blaeuwe, nicht van Hendrik Jozef, erfde het kasteel, en stierf in 1843.
- Pieter de Blaeuwe, kanunnik, stierf in 1873.
- Jan-Jozef van Iseghem erfde het kasteel. Hij stierf in 1899.
- Alfons François en Prudence François, de kinderen van Jan Jozefs zuster. Deze verkochten het in 1900.
- Baron Léon Ruzette (Aalst, 1836 - Brugge, 1901), kocht het kasteel. Hij was gouverneur van West-Vlaanderen.
- Albéric Ruzette (Sint-Joost-ten-Node, 1866 - Brugge, 1929), zoon van Léon. Deze was minister geweest en werd eveneens gouverneur van West-Vlaanderen.
- Phil. Powis de Tenbossche, gehuwd met Margaretha Ruzette, woonde er sedert 1920.
- Hun dochter Isabelle (Steenbrugge 1922-Steenbrugge 2005) huwde in 1944 met Baudouin de Schietere de Lophem (Oedelem 1918-Steenbrugge 1986) en woonden er vanaf 1956. Sinds hun overlijden is het kasteel bewoond door de oudste dochter van het koppel, weze Colette en haar echtgenoot, baron Daniel de Brouwer.